# Invasions mongoles de la Pologne
Invasion mongole de l'Europe
Batailles
Bataille de Legnica (1241)-bataille de Mohi
Les invasions mongoles de la Pologne sont une série d'expéditions militaires organisées par les Mongols de l'Empire mongol, puis de la Horde d'or. La première invasion a lieu fin 1240-1241, la deuxième en 1259-1260, et toutes deux voient la victoire des Mongols. La troisième et dernière invasion a lieu en 1287, avec la victoire d'une coalition polono-hongroise et le repli des Mongols en 1288.

## Première invasion mongole
Cette première expédition suit l'invasion mongole de la Rus' de Kiev et fait partie d'une invasion de l'Europe par trois armées mongoles. Dans ce dispositif, l'invasion de la Pologne est une opération de diversion conduite par Baidar (mn), Khadan et Orda Khan, qui doivent ensuite rejoindre l'armée principale pour participer à l'invasion du royaume de Hongrie.
Avant d'attaquer, les Mongols entament des opérations de reconnaissance à la fin de l'année 1240. L'invasion proprement dite débute début 1241, lorsqu'un Tumen met Lublin à sac. Après cette victoire facile, les Mongols assiègent Sandomierz et pillent la ville le 13 février 1241, puis l'armée mongole se sépare en plusieurs groupes :
- Orda dévaste le centre du royaume avant de bifurquer vers le sud et d'avancer jusqu'à Wrocław[4] ;
- Baidar et Kadan ravagent le sud du royaume et marchent sur Legnica[4].

Le 13 février, ils défont l'armée de Włodzimierz, le voïvode de Cracovie (pl), à la bataille de Tursko (pl) et le 18 mars une armée polonaise à la bataille de Chmielnik (pl). Cracovie, évacuée à la hâte, est brûlée par les Mongols le 24 mars. Au même moment, Henri II le Pieux rassemble ses forces autour de Legnicaet laisse Wrocław aux Mongols. Il compte sur l'aide de son beau-frère Venceslas Ier de Bohême, mais les Mongols apprennent l'arrivée de ces renforts et vont les intercepter pour les empêcher de rejoindre leurs alliés. La confrontation a lieu au champ de Legnica. Malgré des renfortset des forces supérieures en nombre, Henri est vaincu à Legnica le 9 avril. Les Mongols ne s'emparent pas de la ville mais pillent la Silésie avant de rejoindre leur armée de Hongrie.
Après cette victoire, les Mongols évitent les armées de Bohême et remportent une nouvelle victoire à la bataille de Mohi. Mais la mort du grand khan Ögedeï en 1240 les oblige à repartir pour leur capitale Karakorum afin de choisir le nouvau Khagan. La Pologne évite ainsi d’être totalement envahie, mais la mort d'Henri II reporte l'unification du pays et signifie aussi la perte de la Silésie qui sort de la sphère d'influence polonaise jusqu'au XIVe siècle.

## Seconde invasion mongole
Une puissante armée mongole est envoyée mettre au pas la principauté de Galicie-Volhynie[Quand ?]. Devant la supériorité écrasante des envahisseurs, le roi Daniel de Galicie accepte de raser les murailles de toutes ses villes fortes et d'envoyer des troupes aider les Mongols lors d'un raid contre le grand-duché de Lituanie. Pour affaiblir encore plus le pouvoir de Daniel, le khan de la Horde d'or décide d'attaquer ses alliés, le roi Béla IV de Hongrie et le duc de Cracovie Boleslas V le Pudique.
L'arrivée d'une armée mongole dans la principauté de Galicie-Volhynie alarme les habitants de la Petite-Pologne. Mais si les préparatifs pour la défense de Cracovie commencent dès la fin de l'année 1258, ils sont rapidement abandonnés.
L’armée mongole se rassemble près de Chełm et après la prise des villes polonaises situées à l’est de la Vistule, les envahisseurs arrivent à Sandomierz au début du mois de décembre 1259. Une partie des troupes assiège la ville, tandis que le gros des troupes mongoles part vers l’ouest, en direction des montagnes de la Sainte-Croix. L'armée se divise ensuite en deux colonnes qui passent respectivement au nord et au sud de ces montagnes. Ces deux colonnes stoppent leur avance une fois arrivées à Radom, dans le nord, et à Sulejów, dans l’ouest, puis se rassemblent près de Kielce et Chęciny, vers mi-janvier 1260.
Pendant ce temps, le siège de Sandomierz continue et se conclut le 2 février 1260 par le massacre des civils et des défenseurs, suivi du pillage et de l'incendie de la ville.
Le 5 février, le gros des troupes mongoles quitte Sandomierz, puis toutes les unités se rejoignent entre le 10 et le 12 février. Les Mongols avancent dans le sud du pays en détruisant tout sur leur passage puis arrivent à Cracovie durant la seconde moitié de février. La ville est prise rapidement et fin mars 1260, les Mongols quittent la Petite-Pologne en partant vers l’est, le long des contreforts des Carpates.

## Troisième invasion mongole de la Pologne
Cette invasion fait partie d'une guerre entre la Pologne et la Ruthénie qui dure depuis plusieurs années. Ainsi, en 1281, les Polonais ont déjà vaincu une armée mongole près de Goslicz, lorsque celle-ci est entrée sur les territoires de Lech II le Noir pour aller aider Léon Ier de Galicie. Le but des Mongols est d'empêcher le duc Lech II de se mêler des affaires du royaume de Hongrie et de la Ruthénie, tout en pillant la région de la Petite-Pologne.
Pour cette invasion, la Horde d'or lève une armée de 30 000 hommes. Le plan, élaboré par Nogaï Khan, est semblable à celui de 1259 : l’armée mongole doit se diviser en deux colonnes qui doivent mettre à sac la Pologne avant de se retrouver au nord de Cracovie.
Face à eux, le roi de Pologne Lech II le noir aligne une armée de 15 000 hommes et peut compter sur un grand nombre de villes et villages fortifiés. Cracovie en particulier est protégée par un château entièrement en pierre, là où elle n'avait qu'une citadelle en bois lors des précédentes invasions.
Le 7 décembre 1287, la colonne nord de l'armée mongole quitte son campement, qui est situé près de Wlodzimierz Wolynski, et traverse la Vistule via un gué situé au sud de Zawichost. Les Mongols assiègent et attaquent Sandomierz, mais leur assaut échoue et ils doivent lever le siège,. Cette colonne se disperse en plusieurs détachements, qui ne réussissent pas à capturer les nombreux villes et villages fortifiés de la région. Un important détachement est attaqué à proximité des monts Świętokrzyskie par des troupes polonaises, qui infligent une défaite aux Mongols lors de la bataille de Łagów. Vaincues, les troupes de la Horde d'or se replient et atteignent leur camp d’hiver en janvier 1288. Les Polonais se dirigent alors vers Cracovie, pour préparer la défense de la capitale.
Ladite capitale est assiégée par la colonne sud de l'armée mongole le 24 décembre 1287, qui lance une attaque infructueuse contre la ville fortifiée et subit de lourdes pertes, ce qui l’oblige à changer de plan. L'armée est divisée en plusieurs petites unités qui vont piller la région autour de Cracovie. Profitant de la dispersion des troupes ennemies, Lech II se rend dans le royaume de Hongrie et obtient de l’aide de la part du roi Ladislas IV.
Pendant que les Mongols piétinent sans réussir a vaincre la résistance des Polonais, les renforts hongrois se mettent en route et marchent immédiatement sur Podolínec et Kežmarok. Ils prennent par surprise une petite armée mongole de 1 000 hommes, qui est quasiment anéantie lors de la bataille de Stary Sącz. Cette défaite met fin à l’invasion mongole, car peu après les troupes de la colonne sud de l'armée mongole se regroupent et se retirent de la Pologne pour arriver en Ruthénie fin janvier 1288.

## Conséquences
Le raid de 1287-88 est un échec cuisant pour les Mongols et marque la fin de leurs tentatives d'invasion de la Pologne. La Horde d'or existe toujours mais représente une menace bien plus faible que quelques décennies auparavant.